# Kvant-1
Kvant-1 ( em russo:  Квант-1; Português:Quantum-I/1) (37KE) foi o primeiro módulo a ser anexado em 1987 ao Módulo Principal da Mir, que formou o núcleo da estação espacial soviética Mir. Permaneceu ligado à Mir até que toda a estação espacial fosse desorbitada em 2001.
O módulo Kvant-1 continha instrumentos científicos para observações astrofísicas e experimentos em ciência de materiais.  Ele foi usado para conduzir pesquisas sobre a física de galáxias ativas, quasares e estrelas de nêutrons e foi singularmente posicionado para estudos da Supernova SN 1987A.  Além disso, apoiou experimentos de biotecnologia em preparações e frações antivirais.  Algumas adições ao Kvant-1 durante sua vida foram painéis solares e as vigas Sofora e Rapana.
O módulo Kvant-1 foi baseado na nave espacial TKS e foi a primeira versão experimental de uma série planejada de módulos do tipo '37K'.  Os módulos de 37K apresentavam um módulo de propulsão do tipo TKS-E alijável, também chamado de Módulo de Serviço Funcional (FSM).  O sistema de controle da Kvant-1 foi desenvolvido pela NPO "Electropribor" (Kharkiv, Ucrânia).
Após testes anteriores de engenharia com as estações espaciais Salyut 6 e Salyut 7 (com módulos temporariamente anexados as estações espaciais como Kosmos 1267 , Kosmos 1443 e Kosmos 1686), tornar-se-ia o primeiro módulo de estação espacial a ser conectado semipermanentemente à primeira estação espacial modular da história do voo espacial. Kvant-1 foi originalmente planejado para ser acoplado à estação espacial Salyut 7, mas os planos evoluíram para o lançamento para a Mir, inicialmente considerado para ser lançado a bordo do ônibus espacial soviético Buran, acabou sendo lançado por um foguete Proton-K .

## História
A espaçonave Kvant representou o primeiro uso de um novo tipo de módulo da estação espacial soviética, designado 37K.  Uma ordem autorizando o início do desenvolvimento foi emitida em 17 de setembro de 1979.  O projeto básico de 37K consistia em um cilindro pressurizado de 4,2 m de diâmetro com uma porta de encaixe na extremidade dianteira.  Não foi equipado com o seu próprio sistema de propulsão.  A autorização original era de um total de oito 37K's de várias configurações:
- Um 37 KE experimental (usando um módulo FGB excedente da nave tripulada Chelomei TKS cancelada como um rebocador) que seria ancorado no porto da frente da estação espacial Salyut 7.
- Quatro módulos 37KS para o Mir.  Estes seriam entregues e ancorados na estação por um novo rebocador FGO mais leve.
- Três módulos 37KB.  Estes seriam transportados no compartimento de carga do ônibus espacial Buran.  Eles poderiam permanecer ligados à baía ou (modificados para a configuração 37KBI) serem ancorados nas estações espaciais Mir ou Mir-2 usando o braço manipulador Buran.

O 37KE foi designado Kvant e foi equipado com uma carga astrofísica.  Também utilizou o computador de controle de voo digital Salyut-5B e o sistema de orientação por giroscópios desenvolvido para a Almaz. Quando o módulo se aproximava da conclusão, Salyut 7 teve inúmeros problemas técnicos e Kvant foi redirecionado para um acoplamento com a Mir.  Mas naquela época a Mir estava planejada para estar em uma órbita de 65 graus, e Kvant era 800 kg mais pesado para o veículo de lançamento Proton para coloca-lo em tal órbita.  Em janeiro de 1985, a Mir foi alterada para uma órbita de 51,6 graus, o que resolveu um problema.  Mas agora era planejado que Kvant atracasse com o porto traseiro da Mir, exigindo a adição de linhas para conduzir o propelente de foguete da nave de carga Progress aos tanques de armazenamento da Mir.  Isso aumentou o peso novamente, forçando o FGB a ter sua carga de propelente reduzida para 60% nos tanques de alta pressão e esvaziar tanques de baixa pressão.  Com um peso de lançamento total relatado variando entre 20.600 e 22.797 kg, Kvant-1 seria supostamente naquela época a carga mais pesada já levantada pelo Proton, exigindo modificações personalizadas especiais em seu veículo de lançamento.

## Descrição

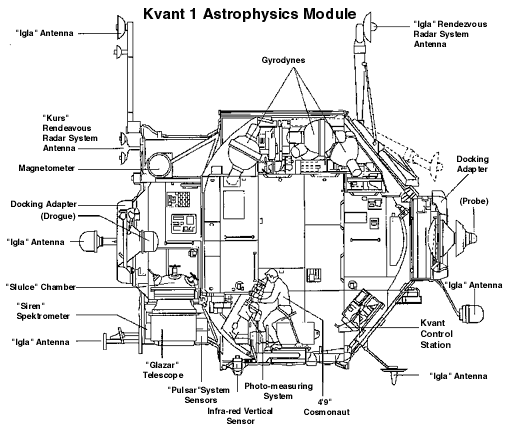
Vista recortada do Kvant-1

O Kvant-1 consistia em dois compartimentos de trabalho pressurizados, um compartimento de experimento não pressurizado e uma pequena eclusa para acesso aos telescópios, troca e recuperação de filme.  Também transportava sistemas adicionais de suporte à vida, incluindo um gerador de oxigênio Elektron e equipamento para remover o dióxido de carbono do ar.
Equipamentos científicos a bordo Kvant-1 incluíam:
- O conjunto de telescópio astronômico de raios-X Roentgen com quatro instrumentos:
  - TTM, um espectrômetro de imagens com máscara codificada/câmera de grande ângulo (holandês/britânico)
  - Sirene 2, um espectrômetro proporcional de cintilação gasosa (ESA)
  - HEXE, o experimento de raios X de alta energia (alemão)
  - Pulsar X-1 , um detector de raios X e raios gama (20-1300 keV)
- Glazar, um telescópio ultravioleta
- Mariya, um espectrômetro magnético
- Svetlana  uma unidade de eletroforese
- e finalmente a Arfa-E, instalada no exterior do módulo em janeiro de 1990 para investigar a ionosfera e a magnetosfera da Terra

Para permitir observações astronômicas o Kvant-1 transportava, além de dois sensores de horizonte terrestre, dois sensores de estrela e três rastreadores de estrelas, seis giroscópios que permitiam apontar com extrema precisão todo o complexo Mir.  Como os giroscópios foram alimentados por eletricidade, eles também reduziram significativamente a quantidade de propulsores de controle de atitude necessários aos propulsores de controle do bloco de base Mir - economizando 15 toneladas de propelente nos dois primeiros anos. No entanto eles usavam muita eletricidade, o consumo médio do módulo Kvant-1 foi estimado em 6,90 kW.

## Lançamento e ancoragem

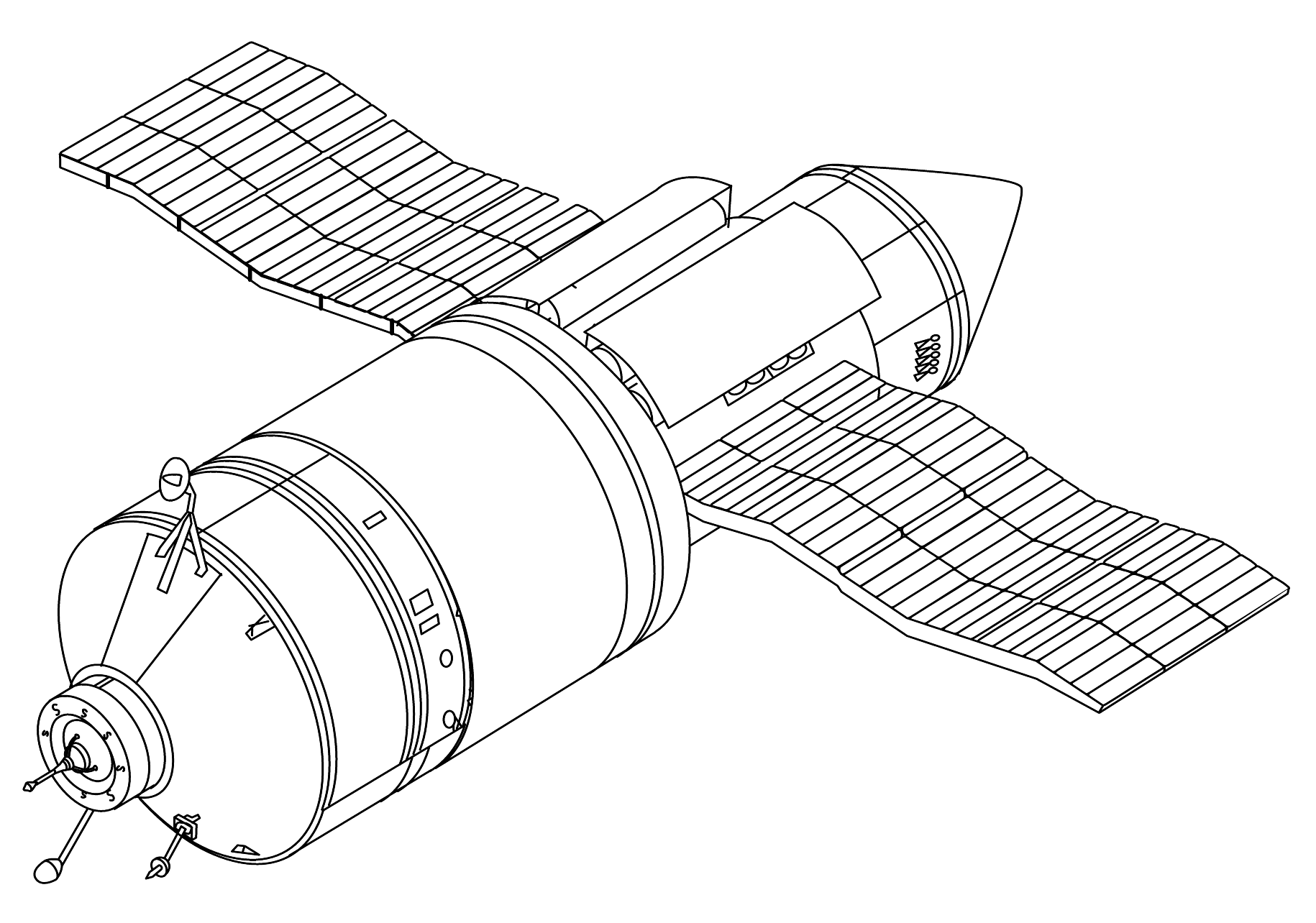
Kvant-1 (no canto inferior esquerdo) ligado ao rebocador orbital FSM.

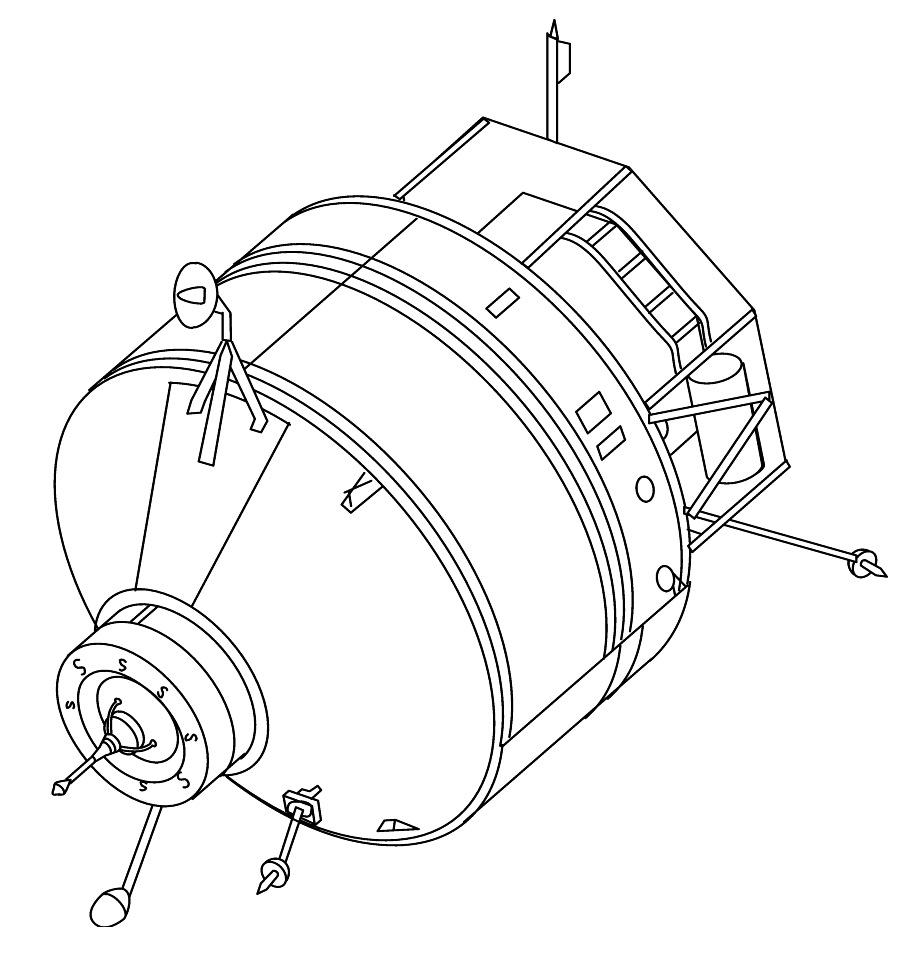
Vista isolada do Kvant-1

O Kvant-1 foi originalmente planejado para ser lançado e acoplado à Salyut 7, mas os atrasos o forçaram a ser lançado para a Mir.  O Kvant-1 não tinha nenhum sistema de propulsão próprio e, para alcançar a Mir, o Kvant-1 foi acoplado a um Módulo de Serviço Funcional (FSM), transportando  sistemas de propulsão e elétricos, para atuar como um rebocador espacial.  O FSM foi derivado da espaçonave TKS , que mais tarde formaria a base para o Bloco de Carga Funcional dos módulos Kvant-2, Kristall, Spektr e Priroda.
O Kvant-1 e seu FSM foram lançados em 30 de março de 1987, na época do lançamento, a estação Mir era tripulada pela tripulação EO-2, que já havia atracado no porto da frente com a nave espacial Soyuz TM-2.  Em 9 de abril, a Kvant-1 conseguiu ancorar suavemente com a porta traseira na Mir.  No entanto, o Kvant-1 não foi capaz de atingir uma doca rígida, o que significa que as duas naves espaciais estavam apenas vagamente conectadas, nesta configuração a Mir não conseguiria se orientar ou então ocorreria algum dano.
A equipe do EO-2 realizou um EVA de emergência em 11 de abril para investigar o problema.  A tripulação encontrou um pedaço de destroços, provavelmente um saco de lixo, que foi deixado pela Progress 28.  Depois de removê-lo, o Kvant-1 foi finalmente capaz de alcançar uma ancoragem firme com a estação no mesmo dia.  O complexo Kvant-FSM, que continha o agora desnecessário módulo de propulsão do Kvant-1, foi finalmente separado da estação em 12 de abril, revelando a porta traseira do Kvant-1.

## Operação inicial
Depois de finalmente conseguir a conexão com a estação e separação do do Kvant-FSM, os testes dos sistemas de bordo do Kvant-1 foram realizados até o final de abril.  Maio foi gasto na preparação da extensão da energia elétrica com atividades que exigiam pouca eletricidade, como experimentos médicos e fotografia de recursos da Terra, a energia elétrica adicional muito necessária permitiria experimentos como o forno Korund 1-M, que era usado para conduzir fusões durando vários dias e fornecer energia para os giroscópios de Kvant-1, necessários para observações astronômicas.  Para isso, Kvant carregou painéis solares armazenados, que foram anexados ao bloco base da Mir durante um EVA em 12 de junho.
Com os testes do Kvant-1 concluídos, painéis solares adicionais instalados e os giroscópios do Kvant disponíveis, um passo importante na construção da estação espacial Mir foi alcançado.  O telescópio de raios-X a bordo do Kvant-1 poderia começar a operar com um estrondo: estava em posição privilegiada para estudar a Supernova SN 1987A na Grande Nuvem de Magalhães com o pico de sua luz alcançando a Terra em maio de 1987.  Os cosmonautas a bordo do Mir puderam examinar a estrela em explosão durante 115 sessões entre junho e setembro de 1987.

## Modificações posteriores
Em janeiro de 1991, estruturas de suporte que foram projetadas para manter painéis solares foram instaladas no Kvant-1.  Em julho de 1991, a tripulação construiu a viga Sofora durante quatro EVAs.  A viga Sofora foi projetada para testar novas técnicas de construção, montar uma unidade de propulsão e atuar como um local para realizar experimentos fora da estação.  Em setembro de 1992, a tripulação instalou a unidade de propulsão VDU na extremidade da viga Sofora que foi entregue anteriormente pelo Progress M-14.  O VDU foi projetado para aumentar a capacidade de controle de altitude da estação.  A unidade de propulsão VDU, então com seis anos de idade, foi finalmente substituída em abril de 1998 por uma nova unidade que foi entregue pela Progress M-38.
Em setembro de 1993, a viga Rapana foi construída no Kvant-1 durante dois EVAs.  A viga Rapana foi projetada para testar experimentos de montagem de viga para uma possível estação espacial Mir 2.  Experimentos externos também foram realizados mais tarde na viga de Rapana.  Em junho de 1996, a viga Rapana foi estendida durante um EVA.
Em 22 de maio de 1995, um dos painéis solares de Kristall foi reimplantado no Kvant-1.  Em maio de 1996, o Painel Solar Cooperativo da Mir, que foi entregue com o Mir Docking Module, foi implantado no Kvant-1.  Em novembro de 1997, o antigo painel solar de Kristall, que estava ligado à Kvant-1 foi descartado e o painel solar russo, que também foi entregue com o Docking Module, foi anexado em seu lugar.